# Dorfkirche Schönhagen (Gumtow)

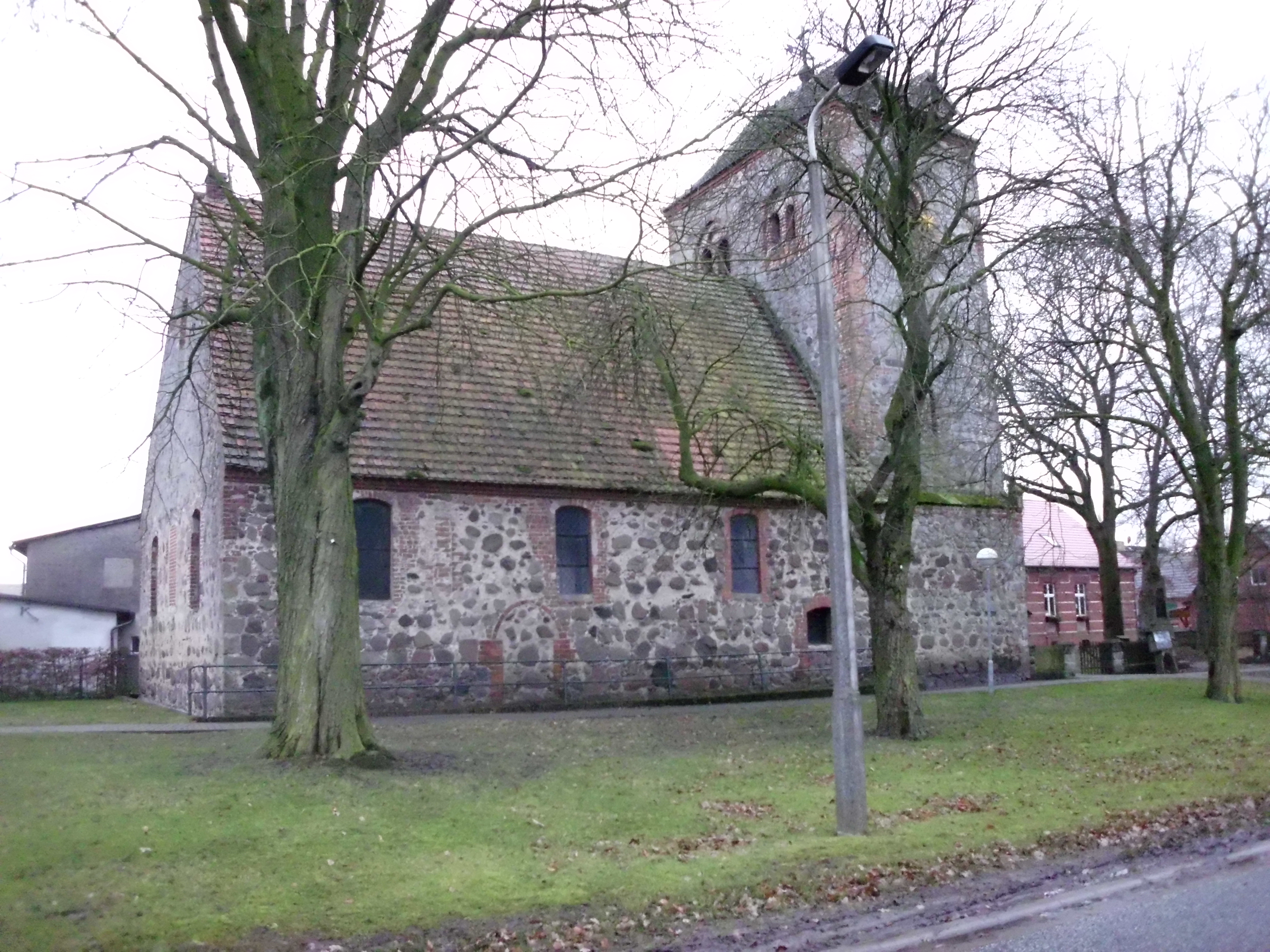
Dorfkirche Schönhagen (Gumtow)

Die evangelische, denkmalgeschützte Dorfkirche Schönhagen steht in Schönhagen, einem Ortsteil der Gemeinde Gumtow im Landkreis Prignitz in Brandenburg. Die Kirche gehört zum Kirchenkreis Prignitz der Evangelischen Kirche Berlin-Brandenburg-schlesische Oberlausitz.

## Beschreibung
Die Feldsteinkirche wurde Mitte des 15. Jahrhunderts gebaut. Sie besteht aus einem Langhaus, das mit einem Satteldach bedeckt ist, und einem querrechteckigen Kirchturm im Westen, der oberhalb der Dachtraufe des Langhauses leicht eingezogen und mit einem Walmdach bedeckt ist. Sein oberstes Geschoss beherbergt hinter den als Biforien gestalteten Klangarkaden den Glockenstuhl. Die Fenster im Langhaus wurden im 19. Jahrhundert verändert. Das Portal an der Nordwand wurde zugemauert.
Zur Kirchenausstattung gehört ein Kanzelaltar aus dem ersten Viertel des 18. Jahrhunderts. Der polygonale Korb der Kanzel wird von Säulen und Akanthuswangen flankiert. Zwei Statuen stützen den Schalldeckel. Die Orgel wurde 1885 von Albert Hollenbach gebaut.